# Netřebice u Nymburka
Netřebice (deutsch Netrebitz, auch Nestrebitz) ist eine Gemeinde in Tschechien. Sie liegt acht Kilometer nordöstlich von Nymburk und gehört zum Okres Nymburk.

## Geographie

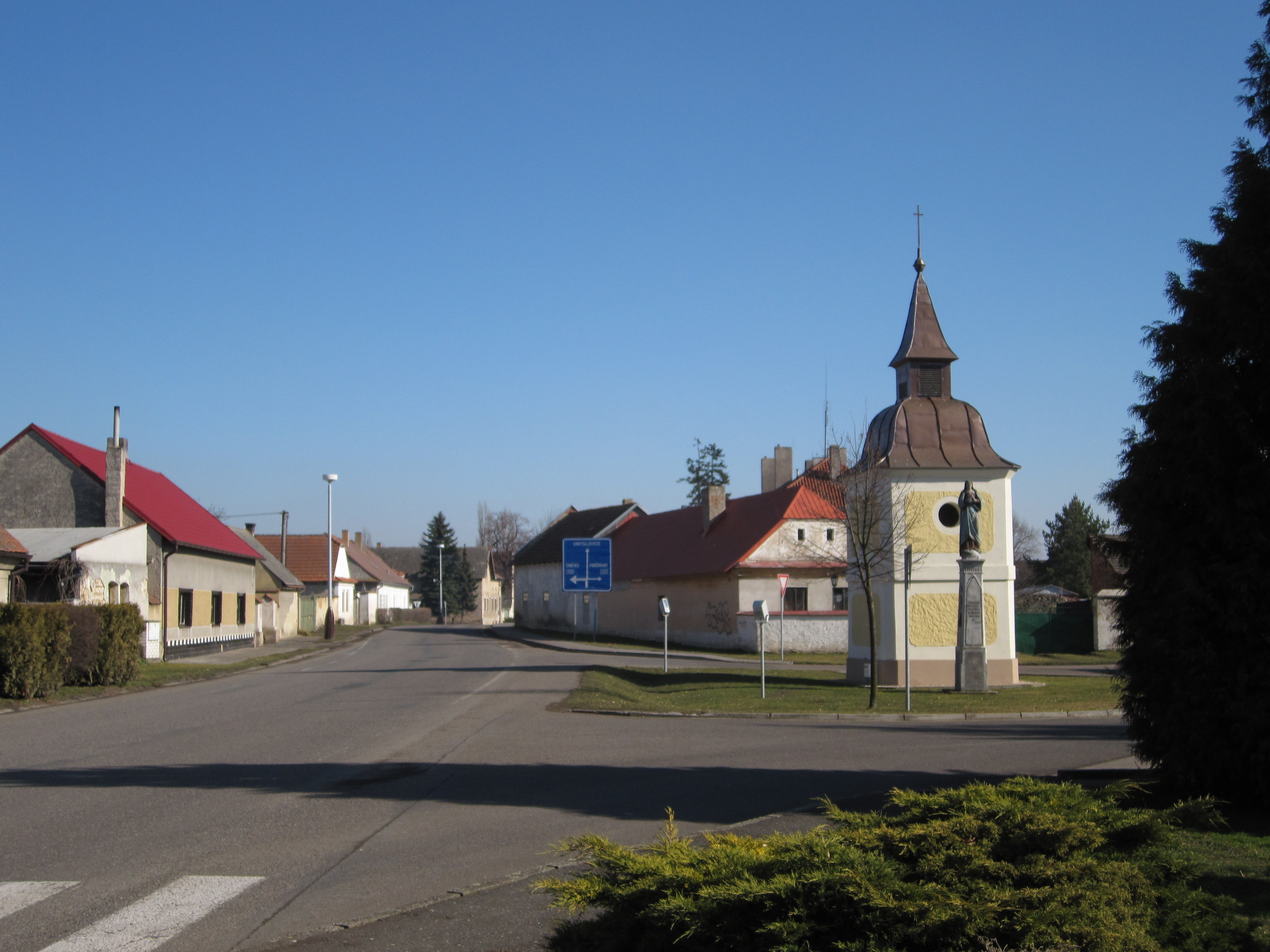
Ortsdurchfahrt von Netrebitz bei Nymburg

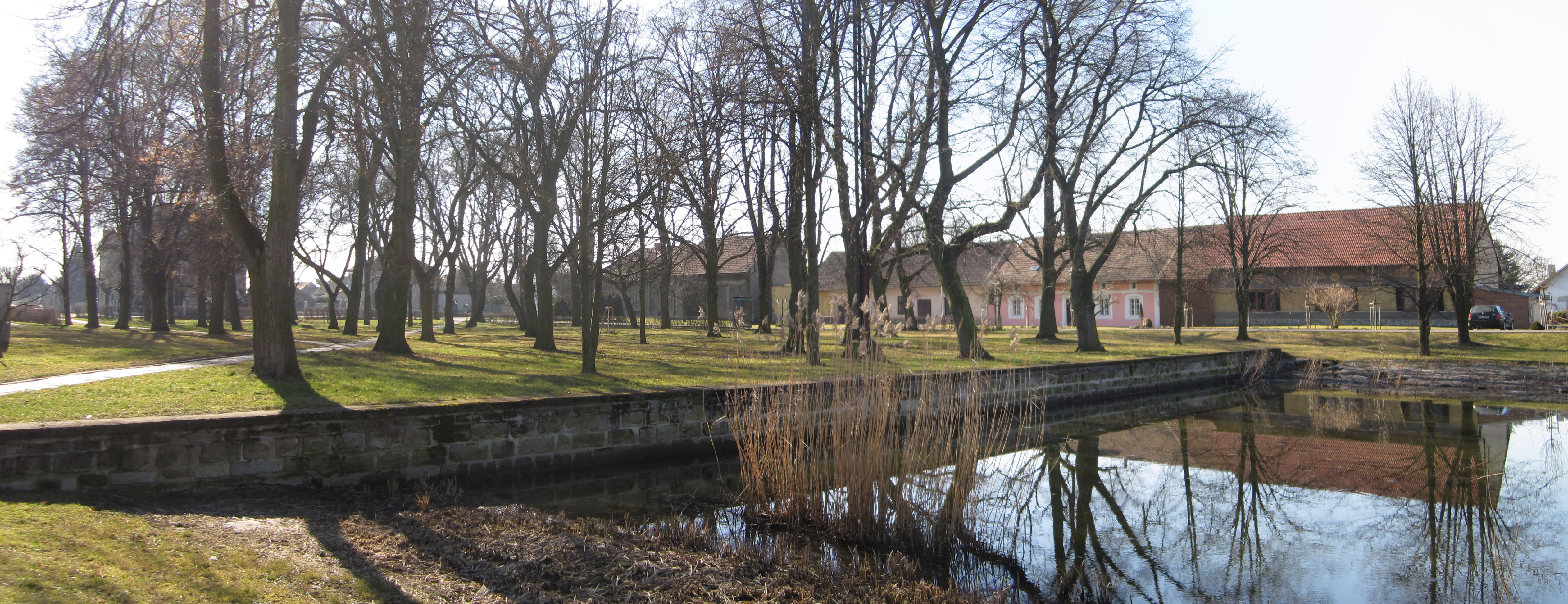
Teich im Dorfzentrum

Netřebice befindet sich linksseitig der Mrlina am Bach Šumborka auf der Ostböhmischen Tafel.
Nachbarorte sind Malý Vestec und Vestec im Norden, Dymokury und Činěves im Nordosten, Velenice im Osten, Úmyslovice im Südosten, Kouty im Süden, Rašovice im Südwesten, Draho, Havransko und Chleby im Westen sowie Nový Dvůr im Nordwesten.

## Geschichte
Die erste schriftliche Erwähnung des Dorfes erfolgte 1186.
Nach der Aufhebung der Patrimonialherrschaften bildete Netřebice mit dem Ortsteil Šumbor ab 1850 eine Gemeinde im Bezirk Poděbrady. 1934 kam die Gemeinde zum Okres Nymburk. Zu Beginn des Jahres 1980 wurde Netřebice nach Úmyslovice eingemeindet, seit 1990 besteht die Gemeinde wieder.

## Gemeindegliederung
Für die Gemeinde Netřebice sind keine Ortsteile ausgewiesen. Zu Netřebice gehört die Einschicht Šumbor.

## Sehenswürdigkeiten
- Kapelle am Dorfplatz